# きかんしゃやえもん D51の大冒険
『きかんしゃやえもん D51の大冒険』（きかんしゃやえもん デゴイチのだいぼうけん 英文：Yaemon, The Locomotive）は、日本の劇場用アニメ映画。擬人化された古い蒸気機関車を主人公とする作品で、1974年3月16日、その年の東映まんがまつり枠内で、折からのSLブームに乗る形で公開された。製作は東映動画。カラー、シネマスコープ、62分。
文部省選定作品。
キャッチコピーは「さあ! 冒険の旅へ出発だ」「機関士はただしくん 犬のキングとねずみの家族もいっしょにのせて野を越え山を越え進撃だ」。

## 概要
原作『きかんしゃ やえもん』は阿川弘之（文）と岡部冬彦（絵）による絵本で、1959年に岩波書店より刊行され、小学校の国語教科書に掲載されるなど、広く知られたロングセラーとなっている。
ただし本作では、やえもんが150形（ないし400形）からD51形に変更され、やえもんとSL好きの少年・正との交流を描いたストーリーが加わるなど、大幅にアレンジされている。またアニメ映画でありながら、本編1時間2分の約3分の1がD51をはじめとする実写の鉄道車両の映像が使用されている。
原作から登場するのはやえもんの他は、機関区の人たちと電気機関車（原作ではアニメの「ゴン太」の様な名前は無い）だけで、ネズミのチュー兵衛一家・犬のキング・猫のドラといった動物キャラや、ギャング団などといった大半のキャラクターは、原作にないオリジナルキャラクターである。
仮題は原作通りの『きかんしゃ やえもん』で、公開前のタテ看板にはこの仮題で記載されていた。

## あらすじ
かつては花形機関車だったD51やえもんも、寄る年波には勝てず近頃は失敗ばかり。仲間の機関車たちからは、時代遅れのやっかい者扱いされている。
ある日とうとう、踏切で立ち往生するという大醜態を演じてしまい、友達の少年・正に別れも言えないまま、田舎の機関区へと送られてしまう。彼のことが心配になった正は、長い道のりを歩き通してやえもんと再会。綺麗に掃除をしてもらったやえもんも、すっかり元気を取り戻す。
しかし、正を乗せて町へ戻る途中、誤ってディーゼル機関車のハイハイに大量の火の粉を浴びせてしまう。大やけどをさせられてかんかんになったハイハイは、周りの機関車や駅員たちを巻き込み、ついにやえもんの解体を決定させてしまった。ところがその時、駅に三人組のギャングが押し入り、大量の切符を奪うと、操車場にいたハイハイを脅して逃げ出す。やえもんは正たちを乗せて猛スピードで後を追った。やけどのせいで力の出ないハイハイは、山道でついに動けなくなってしまう。正と仲間たちはハイハイに乗り移り、ギャングを取り押さえた。
疲れ果てたハイハイを押して、町に凱旋するやえもん。この大手柄のおかげで、やえもんは解体を免れ、鉄道公園で余生を送ることになった。

## 登場キャラクター
本編の登場キャラは、大別して「やえもんと列車仲間」・「正とクラスメイト」・「動物たち」・「ギャング団」・「その他」に分けられる。

### やえもんと列車仲間
やえもん
本編の主人公。怒りっぽくて頑固者だが、本当は心優しいD51形蒸気機関車。40年前に誕生し、若かりし頃は沢山の乗客を乗せて走っていたが、交通障害を引き起こすなど寄る年波には勝てず、列車仲間からポンコツ扱いされていた。だが正や動物たちと共にギャング団を捕まえた事から、皆に慕われるようとなる。出発する時「発車、でっぱ〜っつ!!」と叫ぶのが口癖。
ゴン太（ゴンた）
EF58形電気機関車。列車仲間の親玉的存在であり、図体の割にスピードの出ないやえもんを毛嫌いしていたが、やえもんがギャング団を捕まえた事により見直し、今までの無礼を謝る。
ハイハイ
DD51形ディーゼル機関車。ゴン太の腰巾着的な存在であり、御機嫌取りが上手い。「ハイハイ」が口癖。やえもんの蒸気や火の粉を被って大火傷を負ったり、ギャング団に乗っ取られたりと、損な役割。
マッハ
0系新幹線。列車仲間では一番の俊足で気取り屋。エンディングでは、鉄道公園へ向うやえもんを見送っていた。
ハナウタ
通勤型電車で列車仲間の紅一点。軽薄で現代娘的な性格。

### 正とクラスメイト
正（ただし）
副主人公。やえもん達が所属する機関区の近所の小学校に通う。5年生。亡き父はやえもんの運転手で、それ故やえもんの一番の友達であり、将来はやえもんの運転手になりたがっている。幼い頃からいじめられており、いつも毛嫌いされているやえもんに自分を重ねていた。
イサム
正のクラスメイトでガキ大将。正を台代わりにしたり、ハル子と一緒になっている正にリンゴの芯をぶつけたりからかったりと、意地悪し放題だったが、正がギャング団を捕まえた事で見直し、謝る。最後は皆と一緒にやえもんに乗せてもらった。ボーイスカウトに所属している。
アキラ
正のクラスメイトで、イサム率いるガキ大将グループの一人。出アゴが特徴。イサムと同じくボーイスカウトに所属。
ハル子（ハルこ）
正のガールフレンド。将来はスチュワーデスになりたいと思っている。ガールスカウトに所属。

### 動物たち
チュー子（チューこ）
やえもんに住み着いているネズミ一家の母親にして、実質的な主。いつもチュー兵衛をこきつかっている。正ややえもんとは仲が良い。
チュー兵衛（チューべえ）
ネズミ一家の父親だが、チュー子には頭が上がらない。いつも制帽と制服を着ている。
タンタン
チュー子とチュー兵衛の息子であるオスネズミ。兄弟では唯一、父とお揃いの制帽と制服を着ている。
リンリン
チュー子とチュー兵衛の唯一の娘であるメスネズミ。母とお揃いの服を着ている。
なおタンタンとリンリンの他にも、黄色や青や緑の服をそれぞれ着ているオスネズミが居るが、名前は語られてない。
キング
正と仲の良いイヌ。牛乳を飲むと凄い力が出る。ネズミ一家のボディーガード的存在。
ドラ
野良猫。ネズミ一家を狙っているが、いつもキングに邪魔される。エンディングではやえもんの上に居た。

### ギャング団
ジャンボ
3人組のギャング団のボス。大の鉄道マニアで、鉄道に只乗りするために切符を盗んでいる。携帯している銃は水鉄砲。
エントツ
ジャンボの子分で長身。
キッド
同じくジャンボの子分で小柄。盗んだ切符が使用された物など、結構ボケた所が多い。

### その他
クモ助（クモすけ）
ダンプカー。大変威勢がいい。冒頭、踏切でエンストし立ち往生したやえもんに向かって怒鳴りまくった。
機関区の駅長
助役・区長と共に、ハイハイを大火傷させたやえもんを解体させようと考えていた矢先、ギャング団に襲われる。最後はギャング団を捕まえた正に感謝状を贈呈すると、正の「やえもんをスクラップにしないで欲しい」という願いを聞き入れ、やえもんを鉄道公園で働かせる事にさせた。

## スタッフ
- 原作：阿川弘之
- 製作：登石雋一
- 製作担当：茂呂清一
- 企画：有賀健、横山賢二、加茂秀男
- 脚本：山本英明、松本功
- 演出：田宮武
- 音楽：渡辺岳夫
- 作画監督：大工原章
- 美術監督：辻忠直
- 原画：奥山玲子、木野達児、阿部隆、角田紘一、金山通弘、小松原一男、森英樹、小田克也、古沢日出夫
- 動画：小林敏明、服部照夫、長沼寿美子、坂野隆雄、薄田嘉信、鈴木英二、小川明弘、山田みよ、中村明
- トレース：坂野園江、谷口恭子、入江美帆子
- ゼログラフ　酒井日出子、高橋章
- 検査：小椋正豊、森田博
- 彩色：中林伸子、坂本好子、矢部和子、藤橋清美
- 特殊効果　岡田良朗、林富喜江
- 背景：勝又激、赤保谷アイ子、柿沼雅人
- 撮影：片山幸男、武井利晴
- 実写撮影：杉山君弘
- 編集：古村均
- 演出助手：宮崎一哉
- 録音：二宮健治
- 製作進行：佐伯雅久
- 音響効果：松田昭彦
- 記録：的場節代
- 録音スタジオ：タバック
- 現像：東映化学

## キャスト
- やえもん：熊倉一雄
- 正：里見京子
- リンリン：平井道子
- タンタン：丸山裕子
- キング：滝口順平
- チュー兵衛：富田耕生
- ゴン太：柴田秀勝
- ジャンボ：八奈見乗児
- エントツ：山田俊司
- キッド：田の中勇
- チュー子：高橋和枝
- ハイハイ：山下啓介
- マッハ：千々松幸子
- イサム：山本圭子
- ドラ：峰恵研
- ハナウタ：つかせのりこ

「東映まんがまつり」の「予告編」では、本作ナレーションを正役の里見、ラスト部分のナレーションをゴン太役の柴田が、それぞれ担当した。

## 主題歌・挿入歌など
主題歌「きかんしゃやえもん」
作詞 - 浦川しのぶ／作曲 - 渡辺岳夫／編曲 - 松山祐士／歌 - 水木一郎、ロイヤルナイツ
オープニングとエンディングで使用。歌詞は2番まであるが、エンディングでは1・2番の間にインストゥルメンタルを流し、その間にD51機関車と新幹線が走る実写映像と、やえもんとマッハが走るアニメ映像を映し出している。また2番の間に実写やえもんが湖近辺を走る場面では、実写場面にアニメの鳥が飛んでるという、唯一の合成場面が有る。
挿入歌「頑張のうた」
作詞 - 浦川しのぶ／作曲 - 渡辺岳夫／編曲 - 松山祐士／歌 - ロイヤルナイツ
前半部、踏切でパワーが戻ったやえもんが走る場面で使用した、勇ましい楽曲。田舎の駅に正たちが行く場面や、ギャング団に乗っ取られたハイハイを追う場面では、正たちがアカペラで歌う。2009年公開の3D映画『きかんしゃ やえもん』では主題歌として使用された。
挿入歌「空飛ぶきかんしゃ」
作詞 - 山本英明、松本功／作曲 - 渡辺岳夫／編曲 - 松山祐士／歌 - シーガルズ
田舎の駅でやえもんの汚れを落とした正たちを、幻想的にイメージした。それより前の、正とハル子が土手で空を見上げる場面では、インストゥルメンタルを使用。
イメージソング「やえもんマーチ」
作詞 - 浦川しのぶ／作曲・編曲 - 松山祐士／歌 - こおろぎ'73
イメージソング「やえもん一人旅」
作詞 - 浦川しのぶ／作曲 - 渡辺岳夫／編曲 - 松山祐士／歌 - 水木一郎
イメージソング「やえもん子守唄」
作詞 - 浦川しのぶ／作曲 - 渡辺岳夫／編曲 - 松山祐士／歌 - シーガルズ
イメージソング「やえもんド根性」
作詞 - 浦川しのぶ／作曲 - 渡辺岳夫／編曲 - 松山祐士／歌 - 水木一郎
以上の4曲は劇中では使用されず、当時日本コロムビアから発売されたLPレコードに、主題歌・挿入歌と共にA面に収録。なおB面は本作のドラマを収録したが、やえもん役は熊倉ではなく、チュー兵衛役の富田耕生が担当し、ナレーターはアニメ未出演の増山江威子が担当した。

## 漫画
- 公開に先駆け、「別冊冒険王 映画テレビマガジン」（秋田書店）の1974年2月号に小山田つとむによって読み切り掲載された。なお前月（1月号）の予告では「新れんさい」とされていたが、雑誌が2月号で廃刊となったため、読み切りに変更された。

## 同時上映
| 作品名                      | 原作                | （声の）出演                                     | 備考                 |
| --------------------------- | ------------------- | ------------------------------------------------ | -------------------- |
| 飛び出す立体映画 イナズマン | 石森章太郎          | 伴直弥、斉藤浩子、飯塚昭三、安藤三男             | 劇場用新作           |
| 仮面ライダーX               | 石森章太郎          | 速水亮、小林昭二、美山尚子、阪脩                 |                      |
| マジンガーZ対ドクターヘル   | 永井豪              | 石丸博也、江川菜子、大竹宏、八奈見乗児、富田耕生 | TVブローアップ版     |
| キューティーハニー          | 永井豪              | 増山江威子、森功至、沢田和子、富田耕生、北浜晴子 | ローカル局形態で上映 |
| ミラクル少女リミットちゃん  | 永島慎二 ひろみプロ | 栗葉子、野沢雅子、山本圭子、肝付兼太             | [ 注 2 ]             |

## 映像ソフト
- 長きに渡って映像ソフト化はされなかったが、2010年2月21日に東映ビデオからDVDが発売され、初のソフト化となった。なお「復刻! 東映まんがまつり」バージョンは発売されてない。